# Dome (ort)
Dome är en ort i Ghana.   Den ligger i regionen Storaccra, i den södra delen av landet, 11 km norr om huvudstaden Accra. Dome ligger 35 meter över havet och antalet invånare är 47 260.
Terrängen runt Dome är huvudsakligen platt, men norrut är den kuperad. Runt Dome är det mycket tätbefolkat, med 2 028 invånare per kvadratkilometer. Närmaste större samhälle är Accra, 11,3 km söder om Dome. Trakten runt Dome består i huvudsak av gräsmarker.